# Trébédan
Trébédan är en kommun i departementet Côtes-d'Armor i regionen Bretagne i nordvästra Frankrike. Kommunen ligger i kantonen Plélan-le-Petit som tillhör arrondissementet Dinan. År 2022 hade Trébédan 439 invånare.

## Befolkningsutveckling
Antalet invånare i kommunen Trébédan
Referens:INSEE